# Fort Riley North
Fort Riley North és una concentració de població designada pel cens dels Estats Units a l'estat de Kansas. Segons el cens del 2000 tenia 8.114 habitants.

## Demografia
Segons el cens del 2000, Fort Riley North tenia 8.114 habitants, 1.305 habitatges, i 1.277 famílies. La densitat de població era de 613,1 habitants/km².
Dels 1.305 habitatges en un 84,9% hi vivien nens de menys de 18 anys, en un 89% hi vivien parelles casades, en un 7% dones solteres, i en un 2,1% no eren unitats familiars. En l'1,9% dels habitatges hi vivien persones soles el 0,3% de les quals corresponia a persones de 65 anys o més que vivien soles. El nombre mitjà de persones vivint en cada habitatge era de 3,79 i el nombre mitjà de persones que vivien en cada família era de 3,82.
Per edats la població es repartia de la següent manera: un 29,3% tenia menys de 18 anys, un 36,4% entre 18 i 24, un 33,6% entre 25 i 44, un 0,6% de 45 a 60 i un 0,1% 65 anys o més.
L'edat mediana era de 22 anys. Per cada 100 dones de 18 o més anys hi havia 260,7 homes.
La renda mediana per habitatge era de 29.225 $ i la renda mediana per família de 28.952 $. Els homes tenien una renda mediana de 17.439 $ mentre que les dones 17.243 $. La renda per capita de la població era d'11.171 $. Entorn del 10,5% de les famílies i el 12,5% de la població estaven per davall del llindar de pobresa.

## Poblacions més properes
El següent diagrama mostra les poblacions més properes.